# D32 (hunebed)
Hunebed D32 is een hunebed iets ten noorden van Odoorn in de Nederlandse provincie Drenthe. 
Het hunebed D32 ligt ten noorden van Odoorn en ten westen van de Borgerderweg aldaar. Het hunebed is te bereiken via een zandweggetje circa één kilometer vanaf Odoorn in de richting van Borger (een handwijzer geeft de richting aan). Het hunebed ligt op een wat hoger gelegen terrein in een klein bosje. Omdat de zij- en sluitstenen van dit hunebed half in de grond liggen wordt het ook wel een 'laag' hunebed genoemd. Er ligt een kei met een bronzen plaquette aan het begin van het zandweggetje.

## Bouw

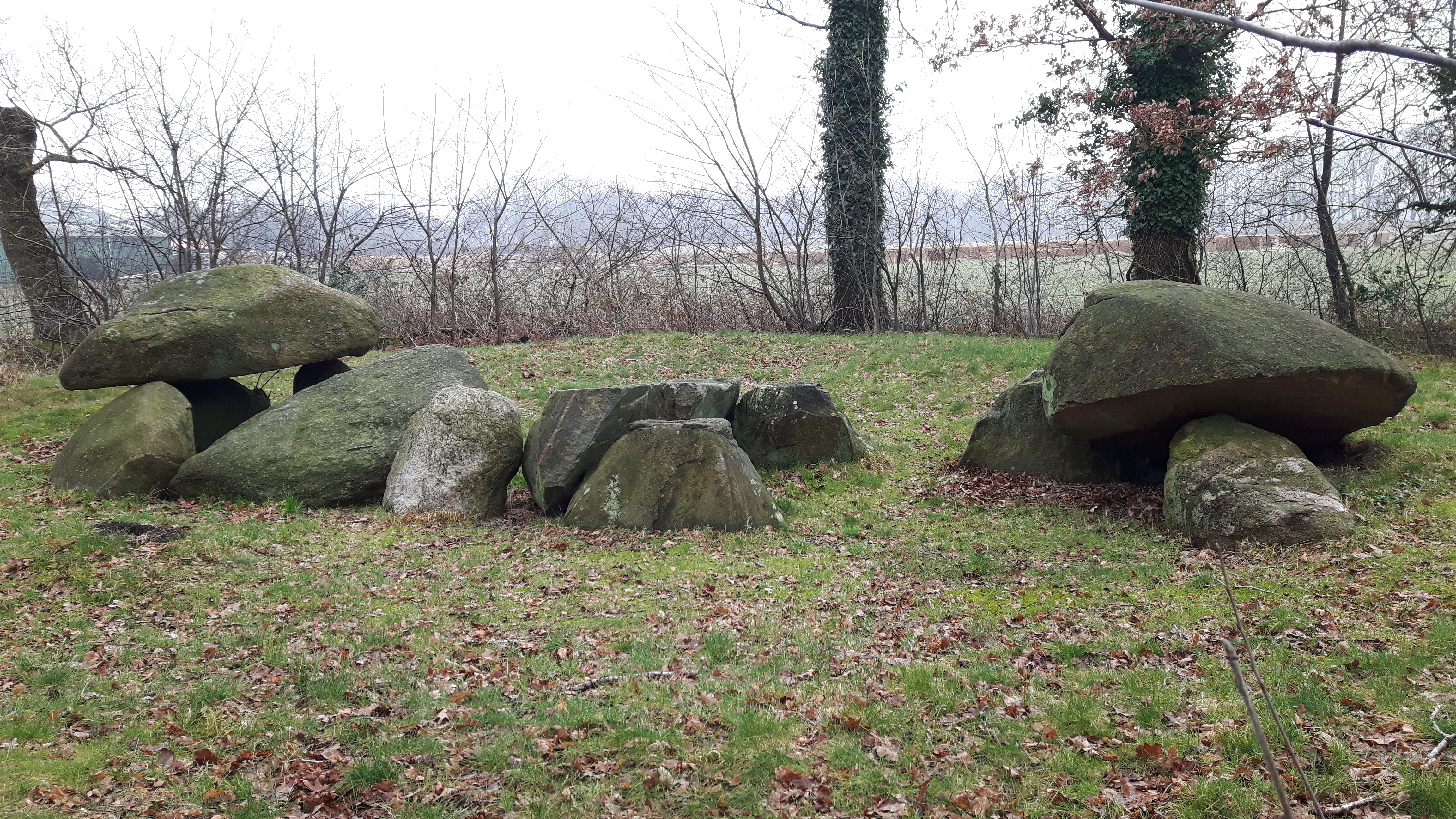
D32 met enkele dekstenen die op de grond liggen, er ligt nog een deksteen op de zijstenen

Het hunebed wordt toegeschreven aan de trechterbekercultuur.
Het hunebed is niet meer compleet: vier van de vijf dekstenen liggen op de bodem en van de tien zijstenen ontbreken er drie. De twee sluitstenen zijn wel nog aanwezig en staan nog op hun oorspronkelijke plaats. Het hunebed is 7,6 meter lang en 3,0 meter breed.

## Geschiedenis
Nicolaas Westendorp vermeldt het hunebed in 1815.
Het hunebed werd door de Nederlandse archeoloog prof. dr. Albert van Giffen in 1925 nauwkeurig in kaart gebracht. Hij duidt het hunebed aan als "onvolledig en in vervallen staat". Restanten van de dekheuvel waren toen nog goed te onderscheiden.  

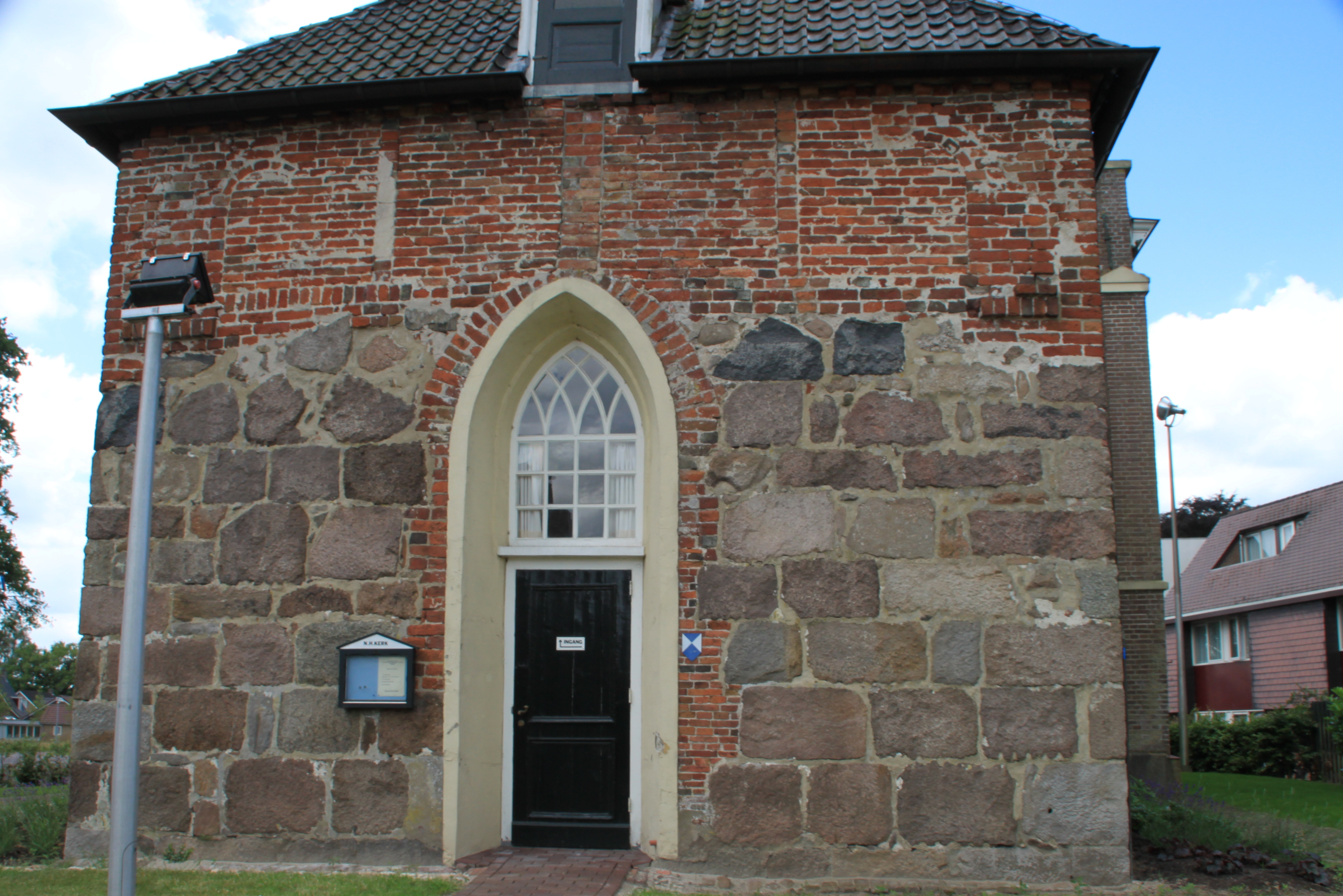
Quadersteine in de hervormde kerk in Odoorn

Nabij het hunebed lagen de verdwenen D32a, D32b, D32c en D32d. De hunebedden die nog overgebleven zijn in de omgeving van Odoorn, zijn allen geschonden. Er wordt verteld dat de kerk van Odoorn is opgebouwd uit hunebedstenen.
In 1948 werd het hunebed gerestaureerd. In 1958 is tijdens een onderzoek gegraven en vond men een kuil met twee complete trechterbekers. Van Giffen zag de kuil voor een vlakgraf aan.
In 2018 werden napjes op het hunebed ontdekt